# Sunshine 60
Sunshine 60 (яп. サンシャイン60) — 60-поверховий хмарочос, який знаходиться в особливому районі Токіо Тосіма, Японія.
На момент закінчення будівництва в 1978 році, хмарочос був найвищим в Східній Азії, поки в 1985 році він не поступився цим званням хмарочосу 63 Building в Сеулі. Sunshine 60 був також найвищою будівлею у Токіо та Японії, поки в 1991 році не була побудована Токійська столична урядова будівля.
Хмарочос побудований на місці в'язниці Суґамо де під час окупації Японії тримали японських військових злочинців (у тому числі колишнього прем'єр-міністра Тодзіо Хідекі).